# Eberhard Billick
Eberhard Billick (ca 1499-1557), en latin Everhardus Billicus, est un carme allemand, théologien scolastique et opposant à la Réforme protestante dans la ville de Cologne, à l'époque du concile de Trente.

## Biographie
Eberhard est né à Billick, près de Munster, aux environs de 1499. Dès sa prime jeunesse, il s'inscrit dans le mouvement humaniste de la Renaissance, en étudiant l'éloquence et la poésie. Entré chez les carmes, il fait profession à Cologne, puis est ordonné prêtre. Devenu docteur en théologie, il enseigne à l'université de Cologne et exerce la charge de doyen de la faculté, dans un contexte ecclésial et intellectuel tourmenté. Avec un autre professeur de l'université, Matthias Kremer (Aquensis), il est le porte-étendard des  scolastiques face à la nouvelle culture, marquée par l'Humanisme et la Réforme, qui envahit à cette époque les contrées germaniques.
C'est ainsi qu'il s'oppose bientôt à l'archevêque-électeur de Cologne, Hermann V de Wied. À la Diète de Worms, en 1520, celui-ci avait manifesté son hostilité aux thèses luthériennes. Cependant, il ne laissait pas d'être séduit par l'idée même de réforme, de sorte que le chapitre cathédral des chanoines, en vue de contrecarrer toute remise en question éventuelle, s'était dépêché de lui nommer un coadjuteur, en la personne d'Adolphe XIII de Schaumbourg, le 17 décembre 1533. Désireux de mener à bien ses projets, l'archevêque convoque, en 1536, un conseil provincial, qui rassemble les évêchés suffragants et aboutit, avec le concours de Johannes Gropper, à un texte fondamental de réforme catholique, publié en 1538. Hermann sera toutefois rapidement déçu par l'immobilisme, voire l'hostilité des clercs. C'est pourquoi, après l'échec de la Diète de Ratisbonne, il se rapproche du réformateur strasbourgeois Martin Bucer, installé à Bonn à partir de décembre 1542. Mais il rencontre l'opposition ouverte de Gropper, Kremer et d'autres universitaires, parmi lesquels Billick, qui vient d'être nommé prieur provincial au chapitre tenu par les carmes, cette année-là, à Aix-la-Chapelle.
Sans désarmer, l'archevêque travaille, au contraire, avec Bucer et Melanchthon, à introduire la réforme protestante à Cologne, au printemps 1543. Alerté, le chapitre cathédral en appelle publiquement au pape et à l'empereur, en septembre 1544. Faut-il placer à cette époque la visite officielle de Billick à Charles Quint en vue d'exposer la situation à l'empereur, au nom du clergé et de l'université ? Quoi qu'il en soit, le carme prêche contre les ministres protestants qui se sont glissés dans la ville, et publie en 1545 à Cologne une réfutation des principes de Bucer et de Melanchthon. Le 18 juillet de la même année, Hermann reçoit les délégués respectifs du pape Paul III et de l'empereur, avant d'être excommunié, le 16 avril 1546, et déposé, le 3 juillet de la même année, au bénéfice d'Adolphe de Schambourg, nommé administrateur de l'archidiocèse.
Élu par le chapitre de Cologne, le 17 septembre 1547, puis ordonné évêque, le 8 avril 1548, Adolphe assiste entretemps à la diète d'Augsbourg, en compagnie de Billick, devenu son théologien officiel. Il en ira de même en 1551, à la deuxième session du Concile de Trente, au cours de laquelle le carme prononce une prédication (1552). De retour à Cologne, Billick y impose l'installation de la Compagnie de Jésus, censée faire rempart au protestantisme. En 1556, le comte Antoine de Schambourg succède à son frère défunt sur le trône épiscopal. Il désire avoir le carme pour suffragant. C'est pourquoi Paul IV fait sacrer celui-ci évêque in partibus de Cyrène (de), peu de temps avant la mort d'Eberhard, survenue à Cologne, le 11 janvier 1557.

## Postérité
Billick a été enterré dans l'église de son couvent de Cologne. Sa tombe était ornée d'une épitaphe rappelant ses hauts faits. Au XVIIIe siècle, le même couvent conservait un portrait de lui, assorti d'une inscription élogieuse. Il y avait également une série de tableaux dans le cloître, représentant l'Histoire sainte (de la Création au Jugement dernier), qu'Eberhard avait fait peindre et commenté de trois distiques.
La majorité des œuvres publiées par Billick sont étroitement liées à la controverse avec les protestants. En 1545, il commence par présenter la défense de l'université et du clergé de Cologne contre les projets de réforme, avant de célébrer le départ des Luthériens hors du diocèse en 1546, dans un texte qui sera reproduit ultérieurement par Roverus Pontanus. Il collabore ensuite à un ouvrage collectif, publié en 1550, avec Mathias Bredenbachius, principal du Collège de Clèves, et Robert Ceneau, évêque d'Avranches et adversaire déclaré de Martin Bucer. Le texte du carme sera réédité à part, après la mort de celui-ci, en 1557, et accompagné d'un éloge de l'auteur par Gaspar von Gennep. En 1559, le même Gennep mènera à bien un projet laissé en suspens par la mort de Billick, en éditant une histoire de la réforme à Cologne, composée par Roverus Pontanus, en réponse à celle écrite par Jean Sleidan, favorable à l'archevêque.
Billick a laissé de nombreuses lettres : celle destinée au chartreux colognais Laurent Sauer (Surius, 1522-1578), prend la forme d'une histoire de sainte Ursule, patronne de Cologne; la plupart d'entre elles sont adressées au prieur général, Nicolas Audet, ou à d'autres supérieurs de l'Ordre; certaines concernent le concile de Trente, dont le carme a été un témoin direct. Il a d'ailleurs rédigé une chronique de celui-ci. Quant à l'homélie qu'il y a prêchée, sur le thème de la Circoncision de Jésus, elle a été publiée, aussi bien séparément que dans différentes éditions des Actes du Concile.

### Œuvres publiées
- Judicii Universitatis et Cleri Coloniensis, adversus calumnias Philippi Melanchthonis, Martini Buceri, Oldendorpii, et eorum asseclarum, Defensio; cum diligenti explicatione materiarum controversarum;..., Cologne, 1545; Paris, 1545.
- De Lutheranorum fuga, Epistola ad Cives Coloniensis, 1646, in Roverus Pontanus, Rerum memorabilium, livre IV, Cologne, Gaspar von Gennep, 1559.
- De dissidiis Ecclesiae, componendis atque submovendis, Opuscula duo; auctoribus Everardo Billichio, et Mathia Bredenbachio. Quibus adjungitur Roberti, Arboricensi Episcopi, Axioma de colloquiis commiscendis cum Ecclesiae Catholicae hostibus, Cologne, 1550.
- Oratio de Circumcisione Domini, habita in Concilio Oecumenico Tridentino anno Domini 1552..., Venise, 1552, Cologne, s. d.
- Réponse à une satire en vers, publiée à Cologne, s. l., s. d.
- De ratione summovendi praesentis temporis dissidia..., Cologne, 1557.

### Manuscrits
- Historia Concilii Tridentini.
- Lettres sur le Concile de Trente.
- Historia S. Ursulae (Lettre à Laurent Surius).
- Lettres à Nicolas Audet et à d'autres supérieurs de l'ordre (avec les réponses).

### Études
- J.-N. Paquot, « Everard von Billick, Everhardus Billicus », Mémoires pour servir l'histoire littéraire des dix-sept provinces des Pays-Bas, de la principauté de Liège, et de quelques contrées voisines, Louvain, Imprimerie Académique, t. V,‎ 1765, p. 181-187.